# Petermann Etterlin

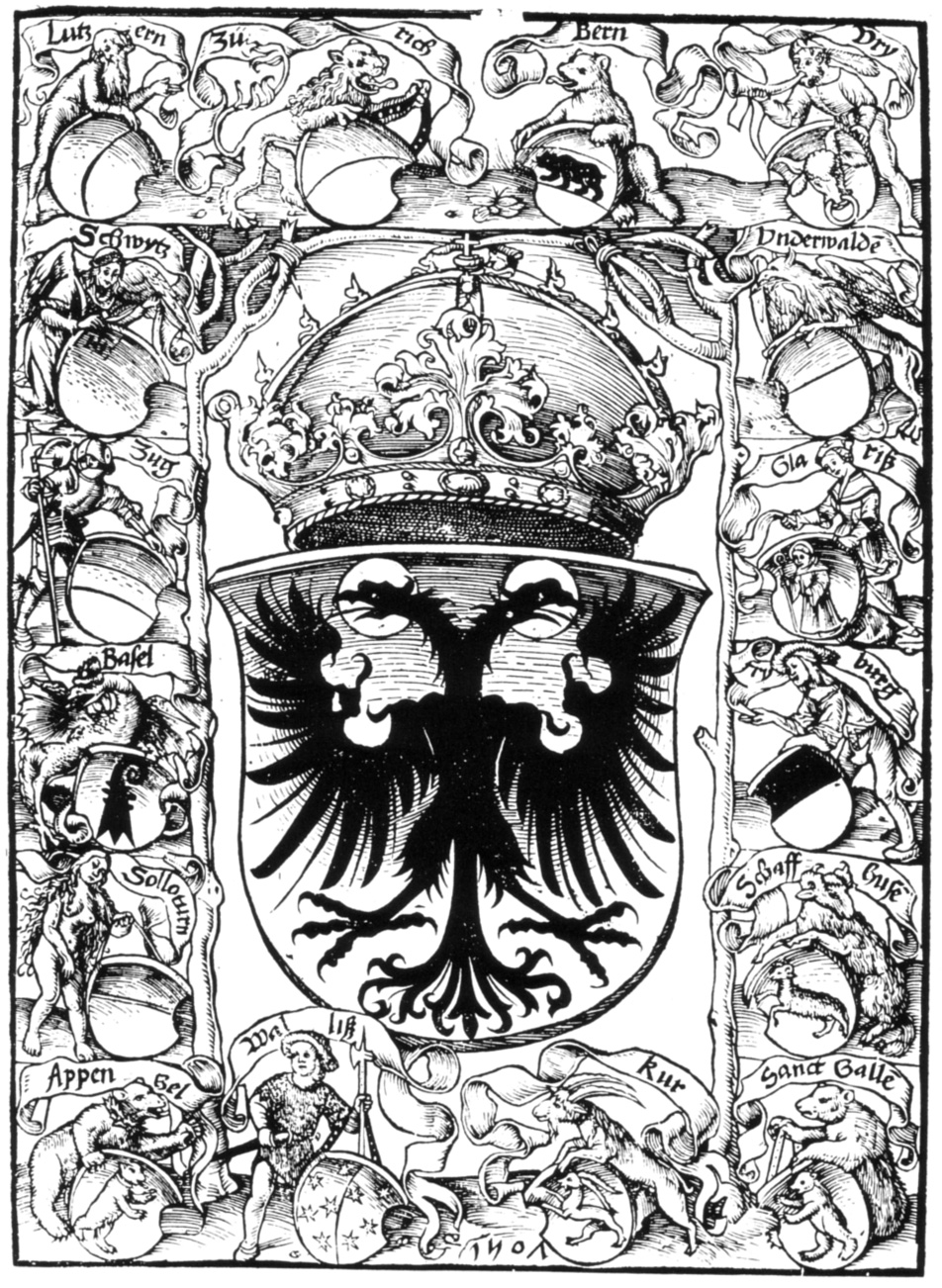
Titelblatt der Chronik

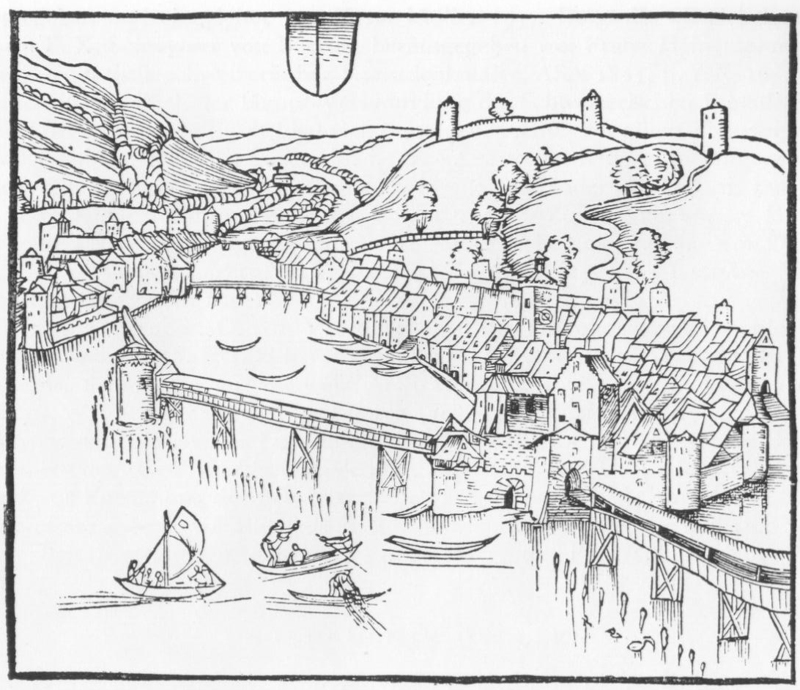
Älteste gedruckte Ansicht der Stadt Luzern aus der Chronik, 1507

Petermann Etterlin (* ca. 1430/40; † ca. 1509) war ein Schweizer Chronist.
Der Sohn des Luzerner Stadtschreibers Egloff Etterlin nahm in den 1460er- und 1470er-Jahren an Kriegszügen (insbesondere im Rahmen der Burgunderkriege) teil. Später war er unter anderem Inhaber einer Weinschenke. Nach 1476 hatte er verschiedene Ämter in Luzern inne, war unter anderem 1492 Hilfsschreiber, 1493 Brotschauer, ab 1495 Gerichtsschreiber.
In den Jahren 1505–1507 schrieb er eine Chronik, die 1507, mit Holzschnitten illustriert, als erste Chronik der Eidgenossenschaft in Basel gedruckt wurde. Sie blieb bis 1548, dem Erscheinungsjahr der Chronik von Johannes Stumpf, die einzige umfassende Chronik der Eidgenossenschaft. Bis zu zwei Drittel des Textes übernahm Diebold Schilling der Jüngere für seine Luzerner Chronik.

## Kronika (Ausgaben)
- Kronica von der loblichen Eydtgnoschaft Jr harkommen und sust seltzam strittenn und geschichten. Basel, 1507. Digitalisat
- Kronica von der loblichen Eydtgnoschaft, jr Harkommen und sust seltzam Strittenn und Geschichten. Basel, 1752, doi:10.3931/e-rara-24986
- Johann Jakob Spreng (Hrsg.): Kronica. Nunmehr wegen ihrer Seltenheit zum zweyten Mal herausgegeben von unzaehligen Fehlern gereiniget und vermittelst kurzer Randglossen durchgehends verbessert und erlauetert. Basel 1764. Digitalisat
- Eugen Gruber (Hrsg.): Kronica. In: Quellenwerk zur Entstehung der Schweizerischen Eidgenossenschaft, Abt. III, Bd. 3. Aarau 1965. Digitalisat